# Michel-Gabriel Paccard

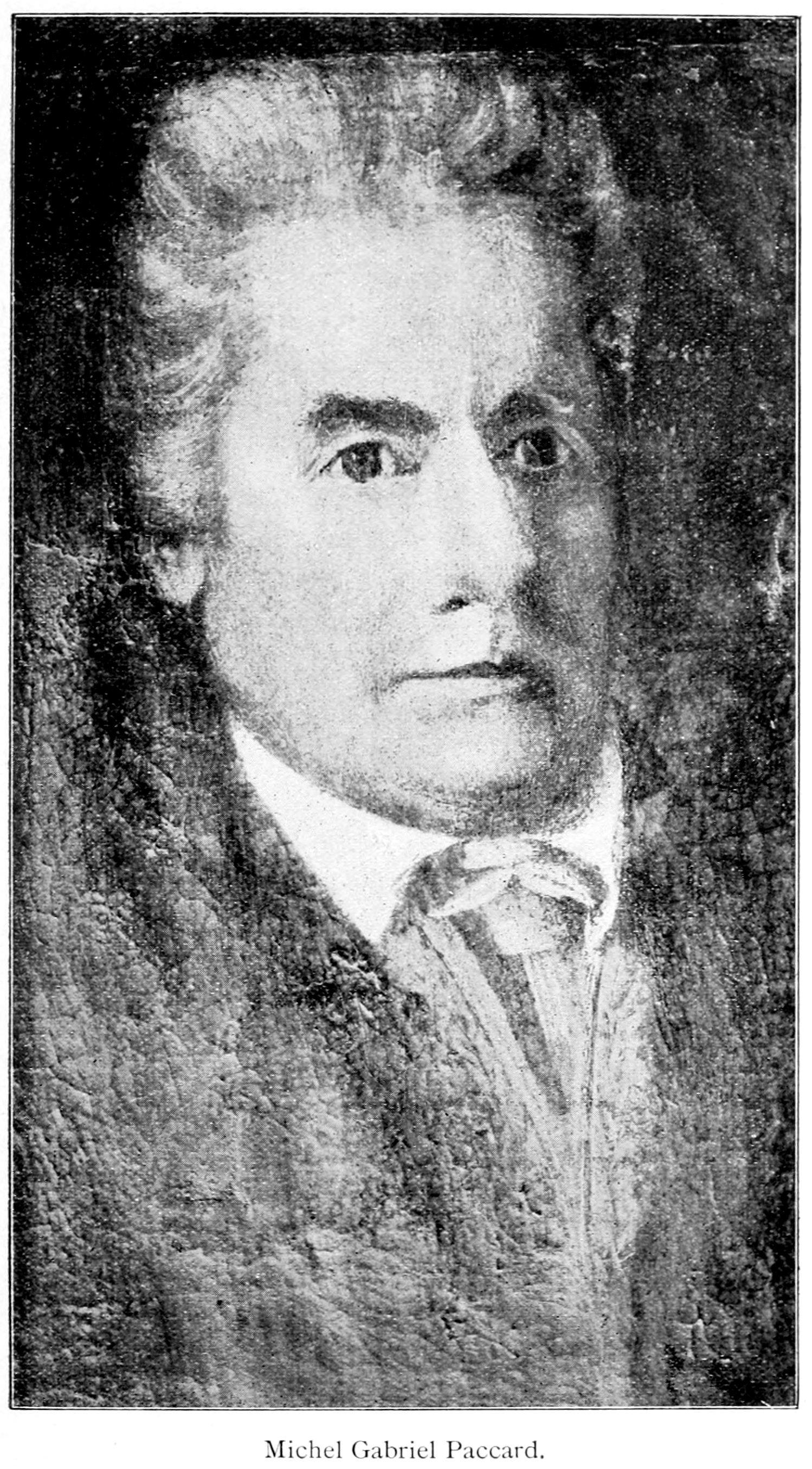
Michel-Gabriel Paccard

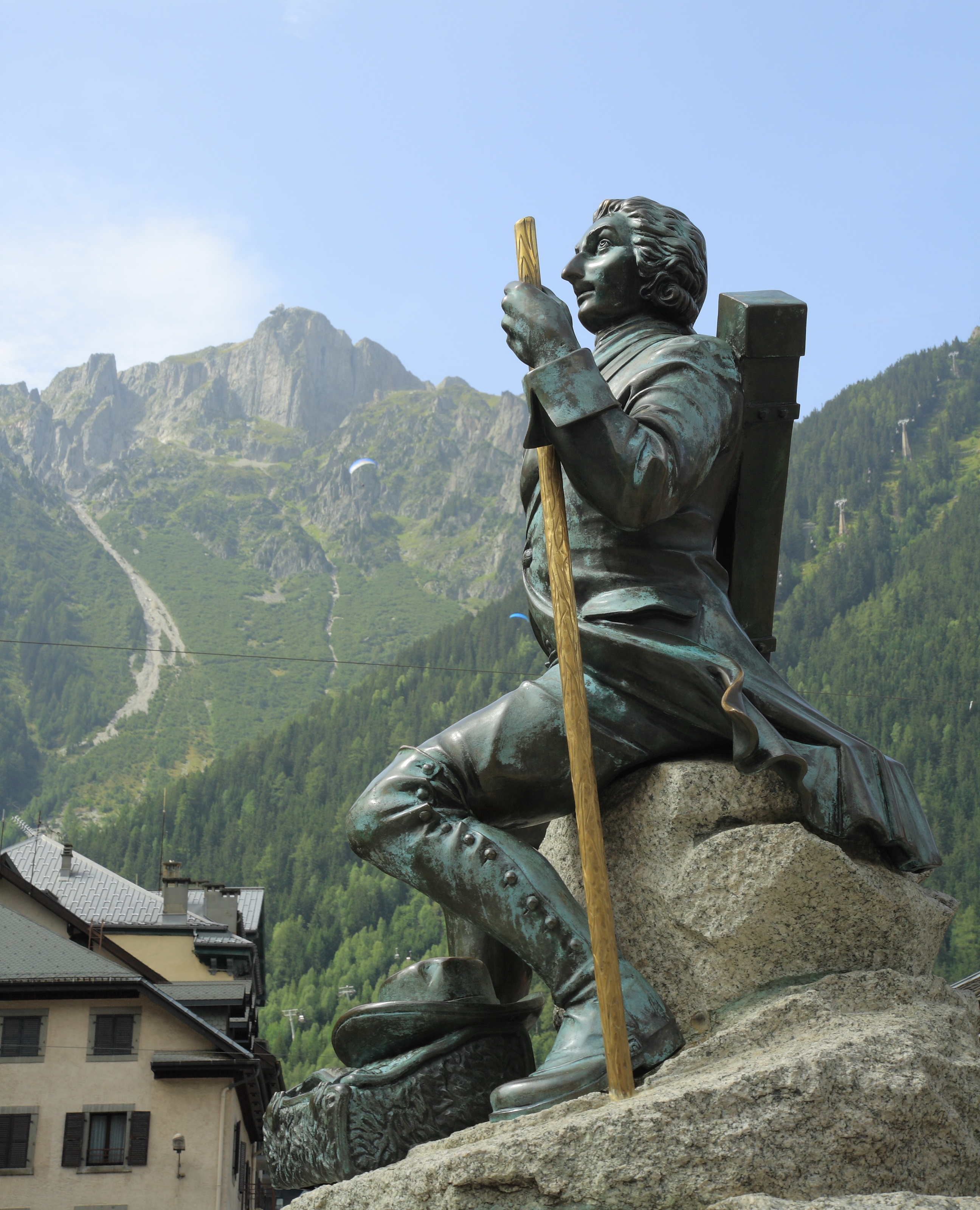
M.-G. Paccard na pomniku w Chamonix

Michel-Gabriel Paccard (ur. 1757 w Chamonix  – zm. 1827 tamże) – francuski lekarz. 8 sierpnia 1786, wraz z Jacques Balmatem, jako pierwsi weszli na Mont Blanc.